# Remedios Varo (film)
Remedios Varo è un documentario cortometraggio del 1967 diretto da Jomí García Ascot e basato sulla vita della pittrice spagnolo-messicano Remedios Varo.

## Riconoscimenti
- 1967 - Festival di Cannes
  - Candidatura al premio per il miglior cortometraggio (Jomí García Ascot)